# Frédéric Nsabiyumva
Frédéric Nsabiyumva (ur. 26 kwietnia 1995 w Bużumburze) – burundyjski piłkarz grający na pozycji środkowego obrońcy. Od 2022 jest zawodnikiem klubu Västerås SK.

## Kariera klubowa
Swoją karierę piłkarską Nsabiyumva rozpoczął w klubie Atlético Olympic FC. W sezonie 2012/2013 zadebiutował w jego barwach w pierwszej lidze burundyjskiej. W sezonie 2012/2013 został z nim wicemistrzem Burundi. Na początku 2014 roku odszedł do południowoafrykańskiego Jomo Cosmos FC. Swój debiut w nim zaliczył w zremisowanym 1:1 domowym meczu z Vasco da Gama. W sezonie 2014/2015 awansował z nim z National First Division do Premier Soccer League, jednak po roku gry na najwyższym szczeblu rozgrywkowym spadł z nim na drugi poziom. W Jomo Cosmos grał do końca 2017 roku.
Na początku 2018 roku Nsabiyumva przeszedł do Chippa United FC. Swój debiut w nim zanotował 17 marca 2018 w zwycięskim 1:0 domowym meczu z Free State Stars FC. W Chippa United grał do 2021. W sezonie 2021/2022 ponownie był zawodnikiem Jomo Cosmos.
W październiku 2022 Nsabiyumva został piłkarzem szwedzkiego drugoligowca, Västerås SK. Zadebiutował w nim 2 października 2022 w wygranym 2:0 wyjazdowym meczu z Utsiktens BK.
| Sezon   | Klub                | Kraj              | Rozgrywki  | Mecze | Bramki |
| ------- | ------------------- | ----------------- | ---------- | ----- | ------ |
| 2012/13 | Atlético Olympic FC | Burundi           | Ligue A    | ?     | ?      |
| 2013/14 | Atlético Olympic FC | Burundi           | Ligue A    | ?     | ?      |
| 2013/14 | Jomo Cosmos FC      | Południowa Afryka | NFD        | 4     | 1      |
| 2014/15 | Jomo Cosmos FC      | Południowa Afryka | NFD        | 28    | 2      |
| 2015/16 | Jomo Cosmos FC      | Południowa Afryka | PSL        | 27    | 0      |
| 2016/17 | Jomo Cosmos FC      | Południowa Afryka | NFD        | 26    | 3      |
| 2017/18 | Jomo Cosmos FC      | Południowa Afryka | NFD        | 16    | 1      |
| 2017/18 | Chippa United FC    | Południowa Afryka | PSL        | 6     | 0      |
| 2018/19 | Chippa United FC    | Południowa Afryka | PSL        | 25    | 0      |
| 2019/20 | Chippa United FC    | Południowa Afryka | PSL        | 18    | 0      |
| 2020/21 | Chippa United FC    | Południowa Afryka | PSL        | 21    | 1      |
| 2021/22 | Jomo Cosmos FC      | Południowa Afryka | NFD        | 6     | 1      |
| 2022    | Västerås SK         | Szwecja           | Superettan | 6     | 2      |

## Kariera reprezentacyjna
W reprezentacji Burundi Nsabiyumva zadebiutował 28 listopada 2013 roku w wygranym 2:0 meczu CECAFA Cup 2013 z Somalią, rozegranym w Machakos. W 2019 roku został powołany do kadry do na Puchar Narodów Afryki 2019. Wystąpił w nim w trzech meczach grupowych: z Nigerią (0:1), z Madagaskarem (0:1) i z Gwineą (0:2).